# Unai Vergara
Unai, właśc. Unai Vergara Díez Caballero (ur. 20 stycznia 1977 w Portugalete) – hiszpański piłkarz grający na pozycji środkowego obrońcy. W swojej karierze 1 raz wystąpił w reprezentacji Hiszpanii.

## Kariera klubowa
Karierę piłkarską Unai rozpoczął w amatorskich zespołach CD Masnou i Ferrán Martorell. Następnie został zawodnikiem klubu UE Sant Andreu. W sezonie 1996/1997 grał w nim w Segunda División B. W 1997 roku odszedł do UDA Gramenet, w którym spędził 2 sezony, także w Segunda División B. Następnie w 1999 roku został piłkarzem drugoligowej Méridy i grał w niej przez rok.
W 2000 roku Unai przeszedł do beniaminka Primera División, Villarrealu. Zadebiutował w nim 27 października 2000 w zremisowanym 0:0 domowym spotkaniu z Athletikiem Bilbao. 15 grudnia 2000 w meczu z Realem Sociedad (2:0) strzelił swojego pierwszego gola w Primera División. W Villarrealu przez 3 sezony wystąpił 60 razy i strzelił 5 goli.
W 2003 roku Unai został wypożyczony z Villarrealu do Albacete Balompié. 30 sierpnia 2003 zadebiutował w Albacete w przegranym 0:2 domowym spotkaniu z CA Osasuna. W 2004 roku został zawodnikiem drugoligowego Elche CF, a w latach 2005–2007 występował w Lleidzie. W sezonie 2007/2008 był piłkarzem CF Gavà, w którym zakończył karierę.
| Sezon   | Klub              | Kraj      | Rozgrywki          | Mecze | Bramki |
| ------- | ----------------- | --------- | ------------------ | ----- | ------ |
| 1996/97 | UE Sant Andreu    | Hiszpania | Segunda División B | 31    | 2      |
| 1997/98 | UDA Gramenet      | Hiszpania | Segunda División B | 34    | 2      |
| 1998/99 | UDA Gramenet      | Hiszpania | Segunda División B | 36    | 5      |
| 1999/00 | CP Mérida         | Hiszpania | Segunda División   | 24    | 3      |
| 2000/01 | Villarreal CF     | Hiszpania | Primera División   | 18    | 3      |
| 2001/02 | Villarreal CF     | Hiszpania | Primera División   | 24    | 1      |
| 2002/03 | Villarreal CF     | Hiszpania | Primera División   | 18    | 1      |
| 2003/04 | Albacete Balompié | Hiszpania | Primera División   | 9     | 0      |
| 2004/05 | Elche CF          | Hiszpania | Segunda División   | 15    | 0      |
| 2005/06 | UE Lleida         | Hiszpania | Segunda División   | 17    | 0      |
| 2006/07 | UE Lleida         | Hiszpania | Segunda División   | 9     | 0      |
| 2007/08 | CF Gavà           | Hiszpania | Segunda División B | 34    | 2      |

## Kariera reprezentacyjna
Swoje jedyne spotkanie w reprezentacji Hiszpanii Unai rozegrał 28 lutego 2001 roku. W towarzyskim spotkaniu z Anglią Hiszpania przegrała 0:3. Grał także w reprezentacji U-21 i U-23. Z tą drugą zdobył srebrny medal Igrzysk Olimpijskich w Sydney.

## Sukcesy
- Srebrny medal Igrzysk Olimpijskich (1)

Hiszpania U-23: 2000